# Voula Patoulidou
Paraskevi "Voula" Patoulidou (Florina, 29 de março de 1965) é uma ex-atleta e campeã olímpica grega. Atleta prolífica, disputou provas de 100 m, 100 m c/ barreiras e salto em distância. Em 1992 se tornou uma lenda na Grécia quando venceu, de maneira inesperada, os 100 m c/ barreiras nos Jogos Olímpicos de Barcelona, o primeiro grego a ganhar um ouro olímpico no atletismo em 80 anos e a primeira grega na história.

## Barcelona 1992
Em Barcelona, Voula comemorou muito na pista sua classificação para a final dos 100 m c/ barreiras, depois de marcar seu melhor tempo pessoal nas eliminatórias, tornando-se a primeira grega a entrar numa final do atletismo olímpico. O dia seguinte, porém, veria uma das maiores surpresas da história dos Jogos Olímpicos. A franca favorita, Gail Devers dos EUA, partiu na frente e abriu nítida vantagem das demais corredores, à frente das quais vinha Voula por uma cabeça de diferença. Ao saltar a última barreira, Devers se desequilibrou e quase foi ao chão a menos de dois metros da chegada, que cruzou rolando pela pista, o que possibilitou à grega, esticando todo o corpo para a frente, cruzar a chegada em primeiro lugar em 12s64, o melhor tempo de sua vida e o recorde grego ainda vigente.
Quando ela assistiu pelo telão que havia ganho, caiu de joelhos na pista com as mãos no rosto, não acreditando na vitória. Em sua primeira entrevista à televisão grega minutos depois da corrida, ainda na pista, ela dedicou o ouro ao país, com a expressão "Για την Ελλάδα, ρε γαμώτο!"('"Para a Grécia, caramba!"), uma expressão ainda ainda hoje usada pelos gregos.
A vitória de Patoulidou em Barcelona é considerada como o início de uma nova era para os esportes na Grécia. Os atletas gregos posteriores consideram seu triunfo como um momento definitivo de inspiração para a sua busca pelo sucesso olímpico. Ela foi a inspiração para que Athanasia Tsoumeleka, a segunda grega a ganhar um ouro olímpico no atletismo, na marcha atlética em Atenas 2004, começasse a treinar corridas de longa distância aos 11 anos de idade. Na verdade, o quadro de medalhas para a Grécia nos Jogos Olímpicos aumentou de 2 em 1992, para 8 em 1996, 13 em 2000 e 16 em 2004.

## Pós-Barcelona
Depois de sua medalha de ouro, Voula resolveu abandonar as barreiras e retornar ao salto em distância, sua paixão de adolescência, acreditando que poderia obter o mesmo sucesso. Em Atlanta 1996, porém, apesar de voltar a participar da final, ficou apenas em 10º lugar. Em Sydney 2000, participou do revezamento 4X100 m da Grécia que terminou em 13º lugar. Em Atenas 2004, nos Jogos disputados em casa, ela foi agraciada com uma participação honorária no mesmo revezamento, participando de sua quinta Olímpiada aos 39 anos de idade. Nestes Jogos, ela foi a única mulher a participar do revezamento da tocha olímpica dentro do estádio junto a outros quatro grandes atletas olímpicos do país.
Após abandonar as pistas, entrou para a política em 2006 e concorreu às eleições para a prefeitura de Tessalônica pelo Movimento Socialista Pan-Helênico, não conseguindo se eleger.
Em 2012, ela liderou uma campanha de fundos para que o troféu recebido por Spiridon Louis em 1896, das mãos do Rei Jorge I, após vencer a primeira maratona olímpica, ficasse no país e no Museu Olímpico Grego, após o neto de Louis anunciar que colocaria o troféu de prata de 15 cm de altura em leilão para repassar o dinheiro arrecadado - previsto em cerca de €200 mil euros - a seus dois filhos.